# Vlag van Weert

Huidige vlag van de gemeente Weert

De huidige vlag van Weert werd op 26 juni 1980 vastgesteld als de gemeentelijke vlag van de Limburgse gemeente Weert. Deze verving de eerste officieel vastgestelde vlag uit 1962. Op 1 september 1980 werd de huidige vlag voor het eerst gehesen tijdens de officiële opening van het nieuwe stadhuis.

## Geschiedenis

### Onofficiële gemeentevlag
Voor 1962 voerde de gemeente een onofficiële vlag welke bestond uit twee banen van gelijke hoogte in de kleuren blauw-wit.

### Eerste officiële gemeentevlag
Op 7 februari 1962 werd officieel de eerste gemeentevlag vastgesteld. Deze bestond uit twee banen van gelijke hoogte in de kleuren wit-blauw, welke was afgeleid van het toenmalige gemeentewapen. Deze vlag was identiek aan de vlag van Roermond van 1957 tot 2010.

### Huidige vlag
De huidige vlag werd op 26 juni 1980 vastgesteld. Deze bestond uit een gele verticale baan aan de linkerkant waarin drie rode hoorns onder elkaar zijn afgebeeld. De rest van de vlag bestaat uit drie horizontale banen van gelijke hoogte in de kleuren wit-blauw-wit. De kleuren en de hoorns zijn afgeleid van het huidige gemeentewapen. De vlag kan als volgt worden beschreven:
Drie banen van gelijke hoogte van wit, blauw en wit, met een gele broeking, waarop drie rode posthoorns, onder elkaar, elk met een hoogte van een/vierde van de totale vlaghoogte.
Het ontwerp is van J.F. van Heijningen. De vlag is afgeleid van het gemeentewapen van 1977.

### Afbeeldingen

Defileervlag uit 1938
Onofficiële vlag (tot 1962)
Eerste vlag (1962-1980)
Tweede vlag (1980-heden)

## Verwante afbeeldingen

Wapen van Weert (sinds 1977)
Wapen van Weert (1918-1977)

Beek 
· Beekdaelen 
· Beesel 
· Bergen 
· Brunssum 
· Echt-Susteren 
· Eijsden-Margraten 
· Gennep 
· Gulpen-Wittem 
· Heerlen 
· Horst aan de Maas 
· Kerkrade 
· Landgraaf 
· Leudal 
· Maasgouw 
· Maastricht 
· Meerssen 
· Mook en Middelaar 
· Nederweert 
· Peel en Maas 
· Roerdalen 
· Roermond 
· Simpelveld 
· Sittard-Geleen 
· Stein 
· Vaals 
· Valkenburg aan de Geul 
· Venlo 
· Venray 
· Voerendaal 
· Weert